# Chlorophthalmus nigromarginatus
Chlorophthalmus nigromarginatus är en fiskart som beskrevs av Kamohara, 1953. Chlorophthalmus nigromarginatus ingår i släktet Chlorophthalmus och familjen Chlorophthalmidae. Inga underarter finns listade i Catalogue of Life.